# Troféu Martini&Rossi
O Troféu Martini&Rossi era um título honorífico dos anos 40 e começo dos anos 50, que era entregue às equipes com a melhor diferença de gols da Primeira Divisão Espanhola. Seu nome se dava ao patrocínio da empresa Martini & Rossi

## Edições
| Temporada   | Ganhador           | Resultado              |
| ----------- | ------------------ | ---------------------- |
| 1948 - 1949 | Valencia C.F.      | -                      |
| 1949 - 1950 | Valencia C.F.      | -                      |
| 1950 - 1951 | Atlético de Madrid | -                      |
| 1951 - 1952 | FC Barcelona       | 96 gols en 30 partidas |
| 1952 - 1953 | FC Barcelona       | 82 gols en 30 partidas |
| 1953 - 1954 | FC Barcelona       | -                      |
| 1958 - 1959 | FC Barcelona       | 96 gols en 30 partidas |